# Thomas P. Griesa
Thomas Poole Griesa (Kansas City, Misuri; 11 de octubre de 1930-Nueva York, Nueva York; 24 de diciembre de 2017) fue un juez federal en la Corte del Distrito en Estados Unidos por el Distrito Sur de Nueva York.

## Biografía

### Primeros años
Nació en Kansas City, Misuri, recibió un Bachelor of Arts en la Universidad de Harvard en 1952 y sirvió en la Guardia Costera de Estados Unidos desde 1952 a 1954, luego recibió un LL.B. (un título universitario en leyes) en la escuela de leyes de Stanford en 1958. Fue abogado para la sección de almirantazgo y navegación del Departamento de Justicia de los Estados Unidos desde 1958 a 1960, luego entre 1960 y 1972 trabajó de forma privada en la ciudad de Nueva York.

### Carrera como juez
El 15 de junio de 1972 fue nominado a la corte por el presidente de Estados Unidos Richard M. Nixon, a una banca creada por el 84 Stat. 294, y confirmada por el Senado de los Estados Unidos el 28 de junio de 1972, siendo nombrado al cargo el 30 de junio de 1972. Sirvió como jefe del juzgado desde 1993 a 2000; luego el 13 de marzo del 2000 recibió un estatus de senior —equivalente a estar semirretirado recibiendo así menor carga de juicios—.
En 1982, bloqueó el permiso de la construcción de la autopista Joe DiMaggio —también conocida como West Side Highway—, diciendo que la autopista dañaría a la lubina rayada. Su orden fue afirmada por la Corte de apelaciones del segundo circuito.

#### Juicio entre los fondos buitre y Argentina
En 2001 la Argentina declaró el default de su deuda externa, luego años más tarde realizó dos restructuraciones con quita de deuda al que entraron el 93% de los tenedores de títulos. Sin embargo en 2003 uno de los bonistas NML Capital, Ltd inició un juicio en el Distrito sur de Nueva York siendo Thomas Griesa el juez a cargo. Los bonistas buscaban el pago total de los títulos de deuda sin aceptar quita. Durante el juicio la corte se basó en que tenía jurisdicción ante lo cual Argentina expuso su inmunidad de país soberano.
Los fondos buitre se basaron en la cláusula pari passu que significa que Argentina debe pagar a todos los tenedores de bonos no solo los que entraron en la restructuración de la deuda —esto es el 93% de los tenedores de bonos—. La corte falló a favor de NML Capital, Ltd en seis casos sumando un total de 900 millones de dólares y un total de 1600 millones en daños. Como Argentina se rehusó al fallo, NML pidió a la corte el descubrimiento de los bienes Argentinos en Estados Unidos y el exterior argentino buscando embargar propiedades argentinas en el exterior.
En 2010 NML utilizando la cláusula subpoenas buscó el descubrimiento de las cuentas bancarias pertenecientes a Argentina en el Bank of America (Banco de América) y el Banco Nación Argentina en búsqueda de embargar las cuentas de la República Argentina en el exterior, siendo estos dos bancos no-partes en el de las acciones de default en el juicio contra Argentina. Ambos bancos dieron la objeción a las subpoenas. 
En 2011 la Corte logró que el banco de América diera información sobre las cuentas argentinas en este banco, mientras que el Banco de la Nación argentina no proporcionó esta información a NML. La Argentina apeló a la Corte Suprema de Estados Unidos. Sin embargo la Corte Suprema de Estados Unidos rechazó la apelación dejando fija la sentencia del juez Griesa dada en febrero de 2012.
El 27 de junio de 2014 Argentina afrontaba vencimientos de pagos a los bonistas que entraron en el canje, ese día la Argentina pagó los vencimientos al Bank of New York Mellon (BoNY) un banco en Nueva York para que repartiera los pagos entre los distintos bonistas restructurados. Sin embargo Griesa congeló los pagos, y los dejó en suspenso. En una medida 'severa' según el periódico The Wall Street Journal y que recibió la desaprobación del Fondo Monetario Internacional y del mismo gobierno estadounidense. La medida colocaba a la Argentina en una situación de default técnico al "no realizar" los pagos para el 30 de julio de 2014. La Argentina estaba presionada por la ya caduca cláusula RUFO que no permitía ofrecer una mejor oferta a los que quedaron afuera del canje —incluidos los fondos buitre— que a los bonistas restructurados.

### Fallecimiento
Falleció en las últimas horas del 24 de diciembre de 2017 a los 87 años de edad. Tiempo antes, se había jubilado por problemas de salud, delegando las causas referidas a Argentina a la jueza Loretta Preska.